# Corina Morariu
Corina Morariu (Detroit (Michigan), 26 januari 1978) is een voormalig professioneel tennisspeelster uit de Verenigde Staten van Amerika. Morariu is van Roemeense afkomst. In 2001 werd vastgesteld dat zij aan leukemie leed. Zij bleef doorgaan met tennis en na chemokuren herstelde zij, maar zij concentreerde zich daarna op dubbelspel.

## Loopbaan
Enkelspel – Morariu won één WTA-titel: op het WTA-toernooi van Bol 1999, na de twee voorafgaande jaren in de finale te hebben verloren van Mirjana Lučić. Haar beste resultaat op de grandslamtoernooien is het bereikten van de derde ronde op Wimbledon, eenmaal in 1998 en andermaal in 1999. Haar hoogste positie op de WTA-ranglijst is de 29e plaats, die zij bereikte in augustus 1998.
Dubbelspel – Morariu won dertien WTA-titels, waarvan vijf met Lindsay Davenport. Haar beste resultaat op de grandslamtoernooien is het winnen van de titel op Wimbledon 1999, eveneens met Lindsay Davenport. In april 2000 werd zij nummer één op de WTA-ranglijst. In 2001 won zij op het Australian Open, samen met de Zuid-Afrikaan Ellis Ferreira, de titel op het gemengd dubbelspel. In 2005 vertegenwoordigde zij de Verenigde Staten bij de Fed Cup.

## Posities op deWTA-ranglijst
Positie per einde seizoen:
| jaar | rang enkelspel | rang dubbelspel |
| ---- | -------------- | --------------- |
| 1994 | 622            | 458             |
| 1995 | 246            | 187             |
| 1996 | 121            | 81              |
| 1997 | 60             | 66              |
| 1998 | 31             | 49              |
| 1999 | 37             | 6               |
| 2000 | 52             | 14              |
| 2001 | 171            | 57              |
| 2002 | 400            | 78              |
| 2003 | 254            | 156             |
| 2004 | –              | 24              |
| 2005 | –              | 15              |
| 2006 | –              | 34              |
| 2007 | –              | 76              |

## Resultaten grandslamtoernooien
| Legenda | Legenda                          |
| ------- | -------------------------------- |
| g.t.    | geen toernooi gehouden           |
| l.c.    | lagere categorie                 |
| –       | niet deelgenomen                 |
| G       | uitgeschakeld in de groepsfase   |
| 1R      | uitgeschakeld in de eerste ronde |
| 2R      | uitgeschakeld in de tweede ronde |
| 3R      | uitgeschakeld in de derde ronde  |
| 4R      | uitgeschakeld in de vierde ronde |
| KF      | uitgeschakeld in de kwartfinale  |
| HF      | uitgeschakeld in de halve finale |
| F       | de finale verloren               |
| W       | het toernooi gewonnen            |
| w-v     | winst/verlies-balans             |

### Enkelspel
| toernooi        | 1996 | 1997 | 1998 | 1999 | 2000 | 2001 | 2002 | 2003 |
| --------------- | ---- | ---- | ---- | ---- | ---- | ---- | ---- | ---- |
| Australian Open | –    | 1R   | 2R   | 1R   | 1R   | 1R   | –    | –    |
| Roland Garros   | –    | –    | 2R   | 1R   | 2R   | –    | –    | 2R   |
| Wimbledon       | 1R   | 2R   | 3R   | 3R   | 1R   | –    | –    | 1R   |
| US Open         | 1R   | 2R   | 1R   | 1R   | –    | –    | 1R   | 1R   |

### Vrouwendubbelspel
| toernooi        | 1996 | 1997 | 1998 | 1999 | 2000 | 2001 | 2002 | 2003 | 2004 | 2005 | 2006 | 2007 |
| --------------- | ---- | ---- | ---- | ---- | ---- | ---- | ---- | ---- | ---- | ---- | ---- | ---- |
| Australian Open | –    | 2R   | 2R   | 2R   | HF   | F    | –    | –    | 3R   | F    | 1R   | 1R   |
| Roland Garros   | 1R   | 1R   | 3R   | 2R   | –    | –    | –    | 1R   | –    | HF   | –    | 1R   |
| Wimbledon       | 1R   | 2R   | 2R   | W    | –    | –    | –    | 1R   | –    | 2R   | –    | 1R   |
| US Open         | 3R   | 1R   | 1R   | KF   | –    | –    | KF   | 1R   | 2R   | KF   | 2R   | KF   |

### Gemengd dubbelspel
| toernooi        | 1997 | 1998 | 1999 | 2000 | 2001 | 2002 | 2003 | 2004 | 2005 | 2006 | 2007 | w-v |
| --------------- | ---- | ---- | ---- | ---- | ---- | ---- | ---- | ---- | ---- | ---- | ---- | --- |
| Australian Open | –    | –    | –    | 2R   | W    | –    | –    | 2R   | 1R   | KF   | 1R   | 8-4 |
| Roland Garros   | –    | –    | 3R   | –    | –    | –    | KF   | –    | KF   | –    | –    | 4-3 |
| Wimbledon       | 2R   | 1R   | 1R   | –    | –    | –    | –    | –    | 2R   | 3R   | 1R   | 1-6 |
| US Open         | –    | 2R   | 2R   | –    | –    | HF   | 1R   | 1R   | HF   | 1R   | 1R   | 8-8 |

## Palmares
| Legenda                |
| ---------------------- |
| Grandslamtoernooi      |
| Olympische Spelen      |
| Year-End Championships |
| Tier I                 |
| Tier II                |
| Tier III               |
| Tier IV & V            |

### WTA-finaleplaatsen enkelspel
| nr.              | finale     | toernooi          | ondergrond | tegenstandster       | score         |         |
| ---------------- | ---------- | ----------------- | ---------- | -------------------- | ------------- | ------- |
| gewonnen finales |            |                   |            |                      |               |         |
| 1.               | 1999-05-02 | WTA Bol           | gravel     | Julie Halard-Decugis | 6-2, 6-0      | details |
| verloren finales |            |                   |            |                      |               |         |
| 1.               | 1997-05-04 | WTA Bol           | gravel     | Mirjana Lučić        | 5-7, 7-6, 6-7 | details |
| 2.               | 1998-04-19 | WTA Japan (Tokio) | hardcourt  | Ai Sugiyama          | 3-6, 3-6      | details |
| 3.               | 1998-05-03 | WTA Bol           | gravel     | Mirjana Lučić        | 2-6, 4-6      | details |

### WTA-finaleplaatsen vrouwendubbelspel
| nr.              | finale     | toernooi          | ondergrond    | partner              | tegenstandsters                     | score         |         |
| ---------------- | ---------- | ----------------- | ------------- | -------------------- | ----------------------------------- | ------------- | ------- |
| gewonnen finales |            |                   |               |                      |                                     |               |         |
| 01.              | 1997-11-23 | WTA Pattaya       | hardcourt     | Kristine Radford     | Florencia Labat Dominique Monami    | 6-3, 6-4      | details |
| 02.              | 1999-01-09 | WTA Hope Island   | hardcourt     | Larisa Neiland       | Kristine Radford Irina Spîrlea      | 6-3, 6-3      | details |
| 03.              | 1999-04-18 | WTA Japan (Tokio) | hardcourt     | Kimberly Po          | Catherine Barclay Kerry-Anne Guse   | 6-3, 6-2      | details |
| 04.              | 1999-06-13 | WTA Birmingham    | gras          | Larisa Neiland       | Alexandra Fusai Inés Gorrochategui  | 6-4, 6-4      | details |
| 05.              | 1999-07-04 | Wimbledon         | gras          | Lindsay Davenport    | Mariaan de Swardt Olena Tatarkova   | 6-4, 6-4      | details |
| 06.              | 1999-08-01 | WTA Stanford      | hardcourt     | Lindsay Davenport    | Anna Koernikova Jelena Lichovtseva  | 6-4, 6-4      | details |
| 07.              | 1999-08-08 | WTA San Diego     | hardcourt     | Lindsay Davenport    | Serena Williams Venus Williams      | 6-4, 6-1      | details |
| 08.              | 2000-02-27 | WTA Oklahoma      | hardcourt (i) | Kimberly Po          | Tamarine Tanasugarn Olena Tatarkova | 6-4, 4-6, 6-2 | details |
| 09.              | 2000-03-18 | WTA Indian Wells  | hardcourt     | Lindsay Davenport    | Anna Koernikova Natallja Zverava    | 6-2, 6-3      | details |
| 10.              | 2000-05-07 | WTA Bol           | gravel        | Julie Halard-Decugis | Tina Križan Katarina Srebotnik      | 6-2, 6-2      | details |
| 11.              | 2000-10-15 | WTA Japan (Tokio) | hardcourt     | Julie Halard-Decugis | Tina Križan Katarina Srebotnik      | 6-1, 6-2      | details |
| 12.              | 2006-01-13 | WTA Sydney        | hardcourt     | Rennae Stubbs        | Virginia Ruano Pascual Paola Suárez | 6-3, 5-7, 6-2 | details |
| 13.              | 2006-09-17 | WTA Bali          | hardcourt     | Lindsay Davenport    | Natalie Grandin Trudi Musgrave      | 6-3, 6-4      | details |
| verloren finales |            |                   |               |                      |                                     |               |         |
| 1.               | 1997-04-20 | WTA Japan (Tokio) | hardcourt     | Kerry-Anne Guse      | Alexia Dechaume Rika Hiraki         | 4-6, 2-6      | details |
| 2.               | 2000-05-14 | WTA Berlijn       | gravel        | Amanda Coetzer       | Conchita Martínez Arantxa Sánchez   | 6-3, 2-6, 6-7 | details |
| 3.               | 2001-01-28 | Australian Open   | hardcourt     | Lindsay Davenport    | Serena Williams Venus Williams      | 2-6, 6-4, 4-6 | details |
| 4.               | 2004-11-07 | WTA Philadelphia  | hardcourt (i) | Liezel Huber         | Alicia Molik Lisa Raymond           | 5-7, 4-6      | details |
| 5.               | 2005-01-30 | Australian Open   | hardcourt     | Lindsay Davenport    | Svetlana Koeznetsova Alicia Molik   | 3-6, 4-6      | details |
| 6.               | 2005-02-06 | WTA Tokio         | tapijt (i)    | Lindsay Davenport    | Janette Husárová Jelena Lichovtseva | 4-6, 3-6      | details |
| 7.               | 2006-10-29 | WTA Linz          | hardcourt (i) | Katarina Srebotnik   | Lisa Raymond Samantha Stosur        | 3-6, 0-6      | details |

### Finaleplaatsen gemengd dubbelspel
| nr.              | finale     | toernooi        | ondergrond | partner        | tegenstanders               | score    |         |
| ---------------- | ---------- | --------------- | ---------- | -------------- | --------------------------- | -------- | ------- |
| gewonnen finales |            |                 |            |                |                             |          |         |
| 1.               | 2001-01-28 | Australian Open | hardcourt  | Ellis Ferreira | Barbara Schett Joshua Eagle | 6-1, 6-3 | details |
| verloren finales |            |                 |            |                |                             |          |         |
| geen             |            |                 |            |                |                             |          |         |